# Blythedale
Blythedale – wieś w Stanach Zjednoczonych, w stanie Missouri, w hrabstwie Harrison.